# Артур Такач
Артур Такач (1918 — 2004) је био атлетски репрезентативац, прослављени југословенски спортски радник и члан Међународног олимпијског комитета, пуковник ЈНА.

## Биографија
Артур Такач је рођен 9. јуна 1918. године у Вараждину.

### Спортска каријера
Спорту и атлетици га је привукао вараждински спортски радник Драган Гримс. Спортску каријеру започео 1934. Са 16 година играо је фудбал у ХШК Славија из Вараждина. Био је омладински првак и рекордер Југославије у трчању на 800 и 1.500 метара. Године 1935. учествовао у атлетској репрезентацији Југославије у сусрету са универзитетском репрезентацијом Уједињеног Краљевства. Те године освојио је омладинско Тениско првенство Југославије у игри парова. Године 1937, у Вараждину је са Драгутином Фридрихом основао клуб за хокеј на леду у којем је играо бека и који је 1940. освојио Првенство Хрватске у хокеју на леду и друго место на Првенству Југославије. Године 1940. је дошао у загребачки ХАШК, у којем је био један од актера тадашњих успеха.

### Други светски рат
По избијању Априлског рата 1941. Такач је био интерниран у логор у Италији. После капитулације Италије 1943. године пребегао је у Швајцарску где је као ратни заробљеник интерниран у Ивердон крај Лозане. Тамо је био такмичар и тренер атлетског клуба. Са осталим избеглим ратним заробљеницима основао је и играо за Југословенски фудбалски клуб. У то време Олимпијски институт у Лозани организовао је курсеве за спортске инструкторе у логорима за избегле ратне заробљенике, а један од њиг похађа и Артур Такач. Брзо је запажен и као педагог, па је прихваћен као наставник и сарадник Међународног бироа за спортску педагогију и Олимпијског института у Лозани. Његов таленат и ентузијазам су били примећени од стране директора Института др Френсиса Месерлија, који га је изабрао за свог помоћника. 
Током 1944. године Такач, Месерли и други су организовали мини олимпијске игре за бивше заробљенике у кампу пореклом из Југославије, Америке, Енглеске, Грчке, Италије, Француске и других земаља.
На прослави 50-годишњице оснивања Олимпијских игара модерне ере (16—20. јуна 1944) Одржан је Конгрес спортске педагогије и психологије на којем је Такач поднео реферат Педагогија у атлетском тренингу. На атлетским такмичењу које је организовао том приликом, побеђује у трчању на 400 и 1.5000 метара.
Крајем августа 1944, пребегао је из Швајцарске у Француску и придружио се борцима покрета отпора, а затим се пребацио преко Барија у Италији на Вис и ту улази у састав НОВ.

## Послератни период
После Ослобођења организује спортски живот у Југословенској армији (ЈА). Учествовао је 1945. при формирању ФД ЦДЈА Партизан у Београду. Од 1946—48 био је први командант Школе за физичку културу ЈА. У периоду 1946—69 био је генерални секретар, те потпредседник и председник АК Партизан. Истовремено је од 1946—60 био генерални секретар Атлетског савеза Југославије, а до 1969. и потпредседник.

### Олимпијски рад
Године 1948. Такач је био вођа Југословенског атлетског тима на Олимпијским играма у Лондону. Након успеха са кандидовањем Београда за Појединачно атлетско првенство Европе 1962. године, Артур Такач је постао члан Већа Међународне атлетске федерације (ИААФ). Већ 1964. године, Такач постаје технички директор Међународног олимпијског комитета и члан Организационог одбора Олимпијских игара у Мексику 1968. године. Као један од судија који су ручно мерили резултат, одиграо је важну улогу у признавању скока у даљ  Боба Бимона (8.90 метара) за светски рекорд. Успех тих игара промовисао га је за техничког делегата и на олимпијским играма 1972. године у Минхену и 1976. године у Монтреалу. Током тих задатака Артур Такач је радио и на унапређењу појединих олимпијских правила. Радио је на масовнијем учешћу жена на олимпијским играма, али и на питањима употребе дроге у спорту. Након тога се Такач враћа у Југославију, где води Медитеранске игре 1979. у Сплиту, а потом Зимске олимпијске игре 1984. у Сарајеву. Такач је у то време био лични саветник председника МОК Хуана Антонија Самарана. Од 1987. године био је почасни доживотни члан Европске атлетске асоцијације (ЕАА), а од 1999 и Међународне атлетске федерације (ИААФ). Године 1998. Такач је објавио своје мемоаре у књизи 60 олимпијских година.

## Значајније награде и признања
Артур Такач је добитник многих значајних спортских признања, међу којима треба истаћи:
Медаљу Пјер де Кубертен,
Олимпијски орден и
Орден међународне атлетске федерације.

### Нестанак
Артур Такач је нестао 28. јануара 2004. током скијања на Копаонику.
Његово тело је пронађено 17 месеци касније, јуна 2005. године, у Чаворовској реци близини села Гувниште, 25 километра од Лепосавића. Сахрањен је 4. јула 2005. у Алеји заслужних грађана на Новом гробљу у Београду.

## Меморијални турнир
У Београду, на стадиону ФК Партизана се од 2006. до 2009. године одржаван је међународни атлетски митинг посвећен сећању на Артура Такача.
Победник трке на 800 метара добија статуу Артура Такача, а остали победници трофеје у облику Београдског победника.

## Занимљивости
Син Артура Такача, Горан Такач био је 2004. године оптужен у емисији независне продукције емитованој на Би Би Сију за корупцију и помагање Лондону у нелегалном добијању олимпијских игара 2012. године. Те тврдње против њега нису доказане. Британски новинари су били оптужени за превару, али се од те тужбе одустало. 